# زنبرك (حركة ساعة)

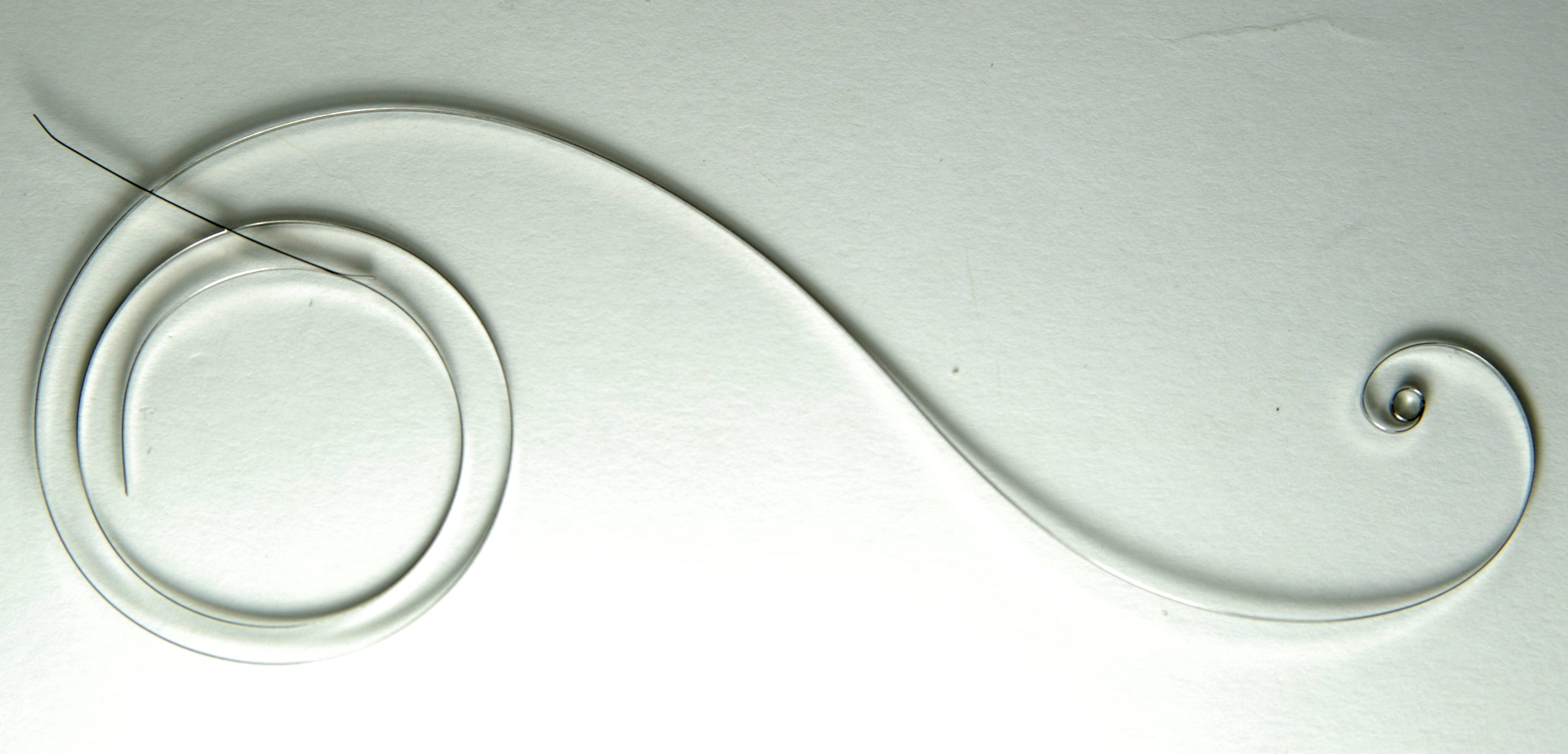
زنبرك غير ملفوف.

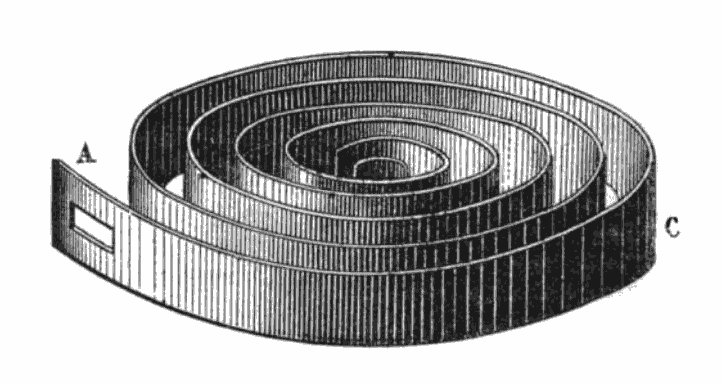
زنبرك الساعة

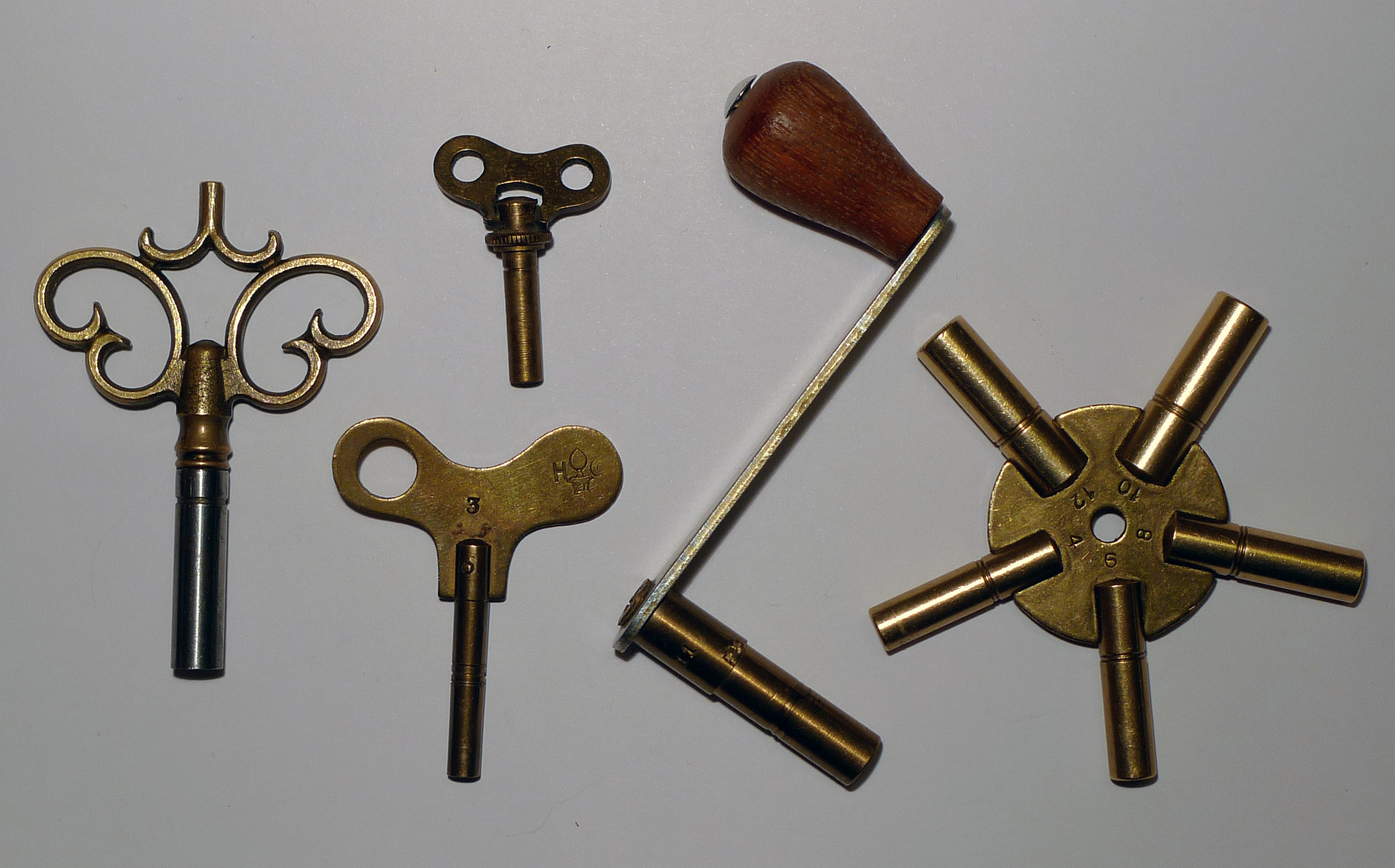
مفاتيح بأحجام مختلفة للف الزنبرك في الساعة.

الزُّنْبُرُك أو النابض هو زُنْبُرُك التواء حلزوني، شريطٌ من المعدِن (كالصُّلْب الزُّنبُرُكي)، يَخزُن الطاقةَ في الساعة الآلية، وغيرِها من آلات عمل الساعة. فإذا أُدير مِقبضُ الساعة أو مفتاحُها، خَزَنَتِ الطاقةَ في الزُّنبُرُك بِلَفّ مسمارٍ لولبي بإحكام مُتزايد. فإذا انبسطَ، حرَّكَ دواليبَ الساعة (أدارَ عجلاتِها). ومن الآلات التي تعمل به:مؤقتات المطبخ، وعدادات القياس، وصناديق الموسيقى، وألعاب الرياح، وبعض أجهزة الراديو.

## طريقة العمل

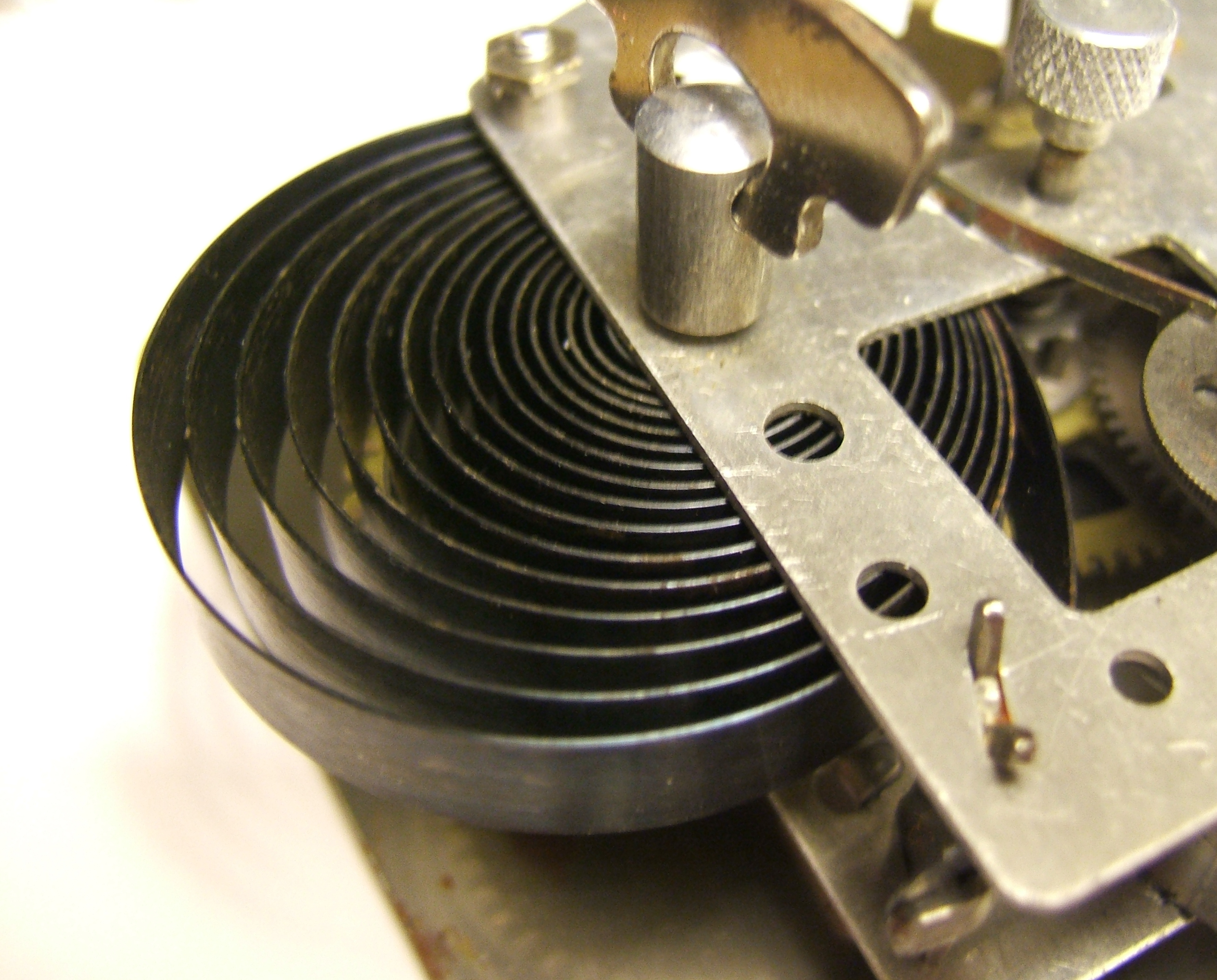
الزنبرك الرئيسي في ساعة منبه من الخمسينيات. يتم توصيل نهاية الزنبرك بعمود الإطار في أسفل اليمين.

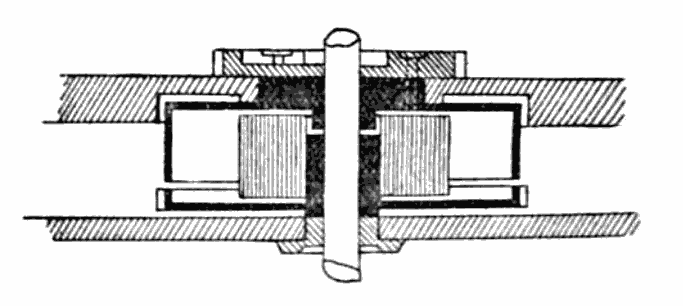
مقطع عرضي للبرميل في الساعة (النابض الرئيسي -الزنبرك- ملفوف بالكامل).

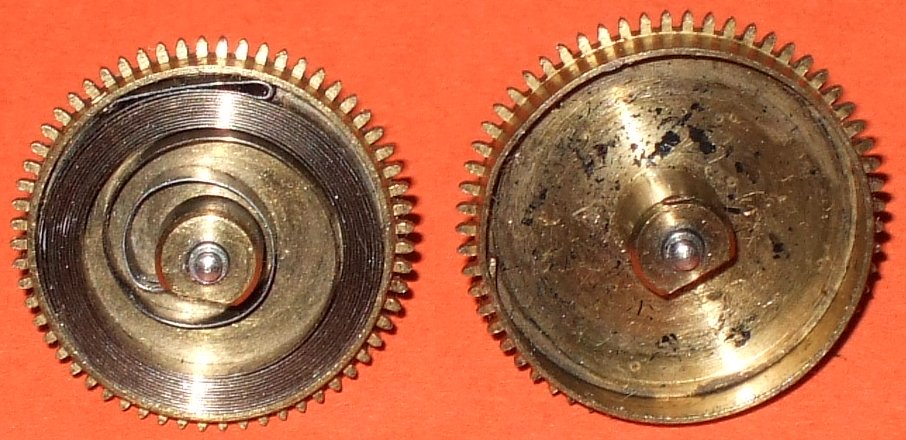
برميل الساعة مفتوحًا.

### القوة الثابتة من الزنبرك

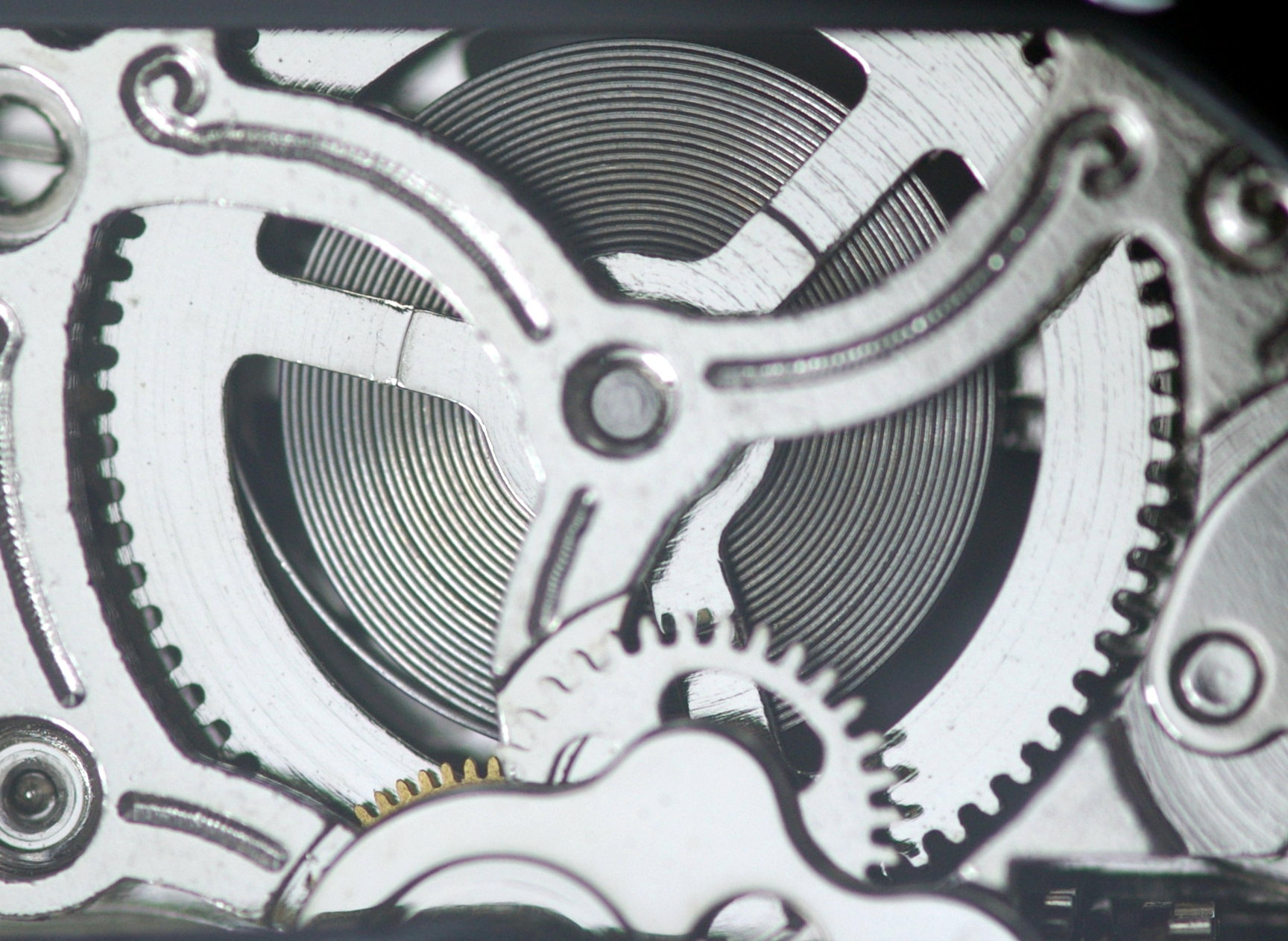
زنبرك الساعة الأوتوماتيكية. الزنبرك ليس مثبتًا بإحكام على الجانب الأيسر، وسيبدأ بالفك عند اكتمال اللف/الملء.